# Bande complémentaire
Pour les articles homonymes, voir Topper.
Une bande complémentaire (anglais : topper, « qui est au-dessus ») est, dans le vocabulaire du comic strip, une bande dessinée secondaire accompagnant une série plus connue dans les pages dominicales des journaux. Presque toujours située au-dessus de la série qu'il accompagne, le topper est parfois en dessous, malgré son nom. Les toppers ont connu leur apogée dans l'entre-deux-guerres avant de disparaître progressivement par la suite.
Systématisé dans les années 1920 par le King Features Syndicate, ce procédé permettait aux journaux de proposer plus de séries sans augmenter le nombre de pages, d'introduire plus de publicités pour ceux qui ne voulaient pas diffuser le topper, ou pour les journaux publiés au format tabloïd de reformater plus facilement les histoires.
Ainsi, en 1925, Elzie Crisler Segar fait de sa série Sappo le topper du Thimble Theatre. L'année suivante, Frederick Opper place au-dessus de Happy Hooligan sa bande And her Name was Maud, qu'il avait créée en 1904. D'autres créent des topper inédit, comme Harold Knerr qui adjoint à Pim, Pam et Poum, également en 1926, le strip Dinglehoofer und His Dog Adolph.
Certains toppers deviennent plus importants que la série qu'ils accompagnent, comme Krazy Kat de George Herriman, d'abord associé à The Family Upstairs, ou Wash Tubbs de Roy Crane, qui a accompagné Out Our Way de J. R. Williams de 1927 à 1933 avant d'avoir sa propre page dominicale.
Après 1935, la présence des toppers commence à décliner, et ils deviennent rares dès 1940, de nombreux journaux préférant surmonter les pages du dimanche de publicités. Certains comic strips ont eu des toppers jusqu'aux années 1970, comme Little Orphan Annie, longtemps accompagné de Maw Green.

## Liste detoppers
- Alley Oop : Dinny's Family Album
- Barney Google : Bughouse Fables, Bunky (d'abord Parlor Bedroom and Sink), Knee-Hi-Knoodles (case unique)
- Blondie : Colonel Potterby and the Duchess
- Boob McNutt : Bertha the Siberian Cheesehound
- Boots and Her Buddies : Babe 'n' Horace
- The Bungle Family : Little Brother, Short Stories
- The Captain and the Kids : Hawkshaw the Detective (dessiné par Gus Mager, débuté en 1931[1])
- Connie : The Wet Blanket
- Count Screwloose, Dave's Delicatessen : Banana Oil, Babbling Brooks, Otto and Blotto
- Dick Tracy : Crimestopper's Textbook
- The Dingbat Family : Krazy Kat (en dessous)
- Ella Cinders : Chris Crusty
- Les Fabuleux Freak Brothers : Fat Freddy's Cat (en dessous, hommage au comic strip classique)
- La Famille Illico : Snookums, Rosie's Beau
- Félix le chat : Laura, Bobby Dazzler
- Flash Gordon : Jungle Jim
- Freckles and His Friends : Hector
- Gasoline Alley : That Phoney Nickel (en dessous)
- The Gumps : Cousin Juniper
- Happy Hooligan : And Her Name Was Maud
- Harold Teen : Josie
- Hollywood Johnnie : Movie Struck
- Joe Palooka : Wartime Anecdotes, Miss Jones, etc.[2]
- Li'l Abner : Washable Jones, Small Fry (ou Small Change), Advice fo' Chillun
- Little Annie Rooney : Ming Foo
- Little Jimmy : Mr. Jack (1926-35)
- Little Joe : Ze Gen'ral
- Little Orphan Annie : Maw Green (en dessous, dernier topper régulier)
- Mickey Finn : Nippie: He's Often Wrong!
- Mickey Mouse : Silly Symphony (1932-1942)
- Moon Mullins : Kitty Higgins
- Mutt and Jeff : Cicero's Cat
- Our Boarding House : The Nut Bros: Ches and Wal
- Out Our Way with the Willets : Wash Tubbs
- Pete the Tramp : Pete's Pup, The Topper Twins (ou The Tucker Twins), Snorky
- Pim, Pam et Poum : Dinglehoofer und His Dog (1926-1952)
- Polly and Her Pals : Dot and Dash (d'abord Damon and Pythias), Belles and Wedding Bells (d'abord Sweethearts and Wives)
- Prince Vaillant : The Medieval Castle
- Red Ryder : Little Beaver
- Reg'lar Fellers : Daisybelle, Zoolie
- Room and Board : The Squirrel Cage
- Skippy : Always Belittlin'
- Smitty : Herby
- Smokey Stover : Spooky
- Superman : Lois Lane Girl Reporter[3].
- Sweeney & Son : Jinglet
- Texas Slim and Dirty Dalton : Buzzy
- They'll Do It Every Time : Little Iodine, Hatlo's Inferno (1953-1958)
- Thimble Theater : Sappo, Popeye's Cartoon Club, Wimpy's Zoo Who, Play-Store
- Tillie the Toiler : Van Swaggers, Aunt Min
- Tim Tyler's Luck : Curley Harper
- Toots and Casper : It's Poppa Who Pays!
- Winnie Winkle : Looie